# Damenstift Würzburg
Das Damenstift der heiligen Anna zu Würzburg wurde 1714 durch Johann Philipp von Greiffenclau zu Vollraths, Fürstbischof von Würzburg, entsprechend einem Vermächtnis der Gräfin Anna von Dernbach für ledige Damen des fränkischen Adels gegründet. Es war eines der wenigen katholischen Damenstifter.
Die Anzahl der Stiftsdamen war auf sechs unverheiratete Frauen aus reichsunmittelbaren Familien festgelegt. Aufnahmebedingung war katholischer Glaube, ein Alter zwischen 12 und 16 Jahren und ein Adelsnachweis auf acht Ahnen. 1756 ermöglichte eine Schenkung durch Domherr von Ostein die Erhöhung der Zahl auf acht. Über die Aufnahme entschied der Bischof von Würzburg, der auch die Äbtissin ernannte.
Das Stift besaß unter anderem die hohe und niedere Gerichtsbarkeit in Järkendorf und einem Drittel von Abtswind, beides in der Herrschaft Wiesentheid. Kompetenzstreitigkeiten der richterlichen Zuständigkeit des dem Bischof unterstehenden Stifts für Gebiete außerhalb dessen Hochstifts führten Damenstift und bischöfliche Regierung bis vor den Reichshofrat, der zugunsten des Damenstifts entschied. Einen Prozess vor der Konzilskongregation um das Recht, über die Wahl der Äbtissin und die Aufnahme neuer Damen selbst zu entscheiden, verlor das Damenstift hingegen.
Das Vermögen wurde von einem Stiftsverwalter verwaltet, der auch die niedere Gerichtsbarkeit wahrnahm.
Die Stiftsdamen trugen eine Schärpe mit dem Stiftszeichen, eine emaillierte Medaille mit dem Bildnis der heiligen Anna auf der Vorder- und dem Wappen der Familie Dernbach auf der Rückseite.

## Äbtissinnen
- Maria Helena von Wolfskeel (1714–1728)
- Maria Elisabeth von Hutten (1728–1735)
- Eva Theresia von Schönborn (1735–1792)
- Maria Anna von Guttenberg (1792–1803)

## Säkularisierung
Am 25. Februar 1803 wurde das Damenstift aufgehoben, die bisherigen Kanonissen erhielten eine Pension. Kurz darauf wurde es von Maximilian IV. Joseph neu gegründet und dem St.-Anna-Orden unterstellt. Es wurden vier Präbenden I. Klasse für Adlige zu 800 und acht Präbenden II. Klasse zu 400 Gulden für Töchter von Beamten im säkularisierten Fürstentum Würzburg gebildet.
Unter Ferdinand, dem Großherzog von Würzburg, wurde das Stift 1806 aufgrund eines Staatsvertrags mit Bayern wieder unabhängig. Die Statuten wurden am 22. Januar 1811 durch Großherzog Ferdinand geändert. Die Zahl der Stiftsdamen wurde nun auf 21 begrenzt. Sieben sollten Adlige und 14 Bürgerliche sein. Bis zur Verheiratung waren ihnen finanzielle Zuwendungen zugesichert, auch für die Äbtissin, die aber gestaffelt waren. 1814 fiel das Damenstift wieder an den St.-Anna-Orden.

## Stiftsgebäude

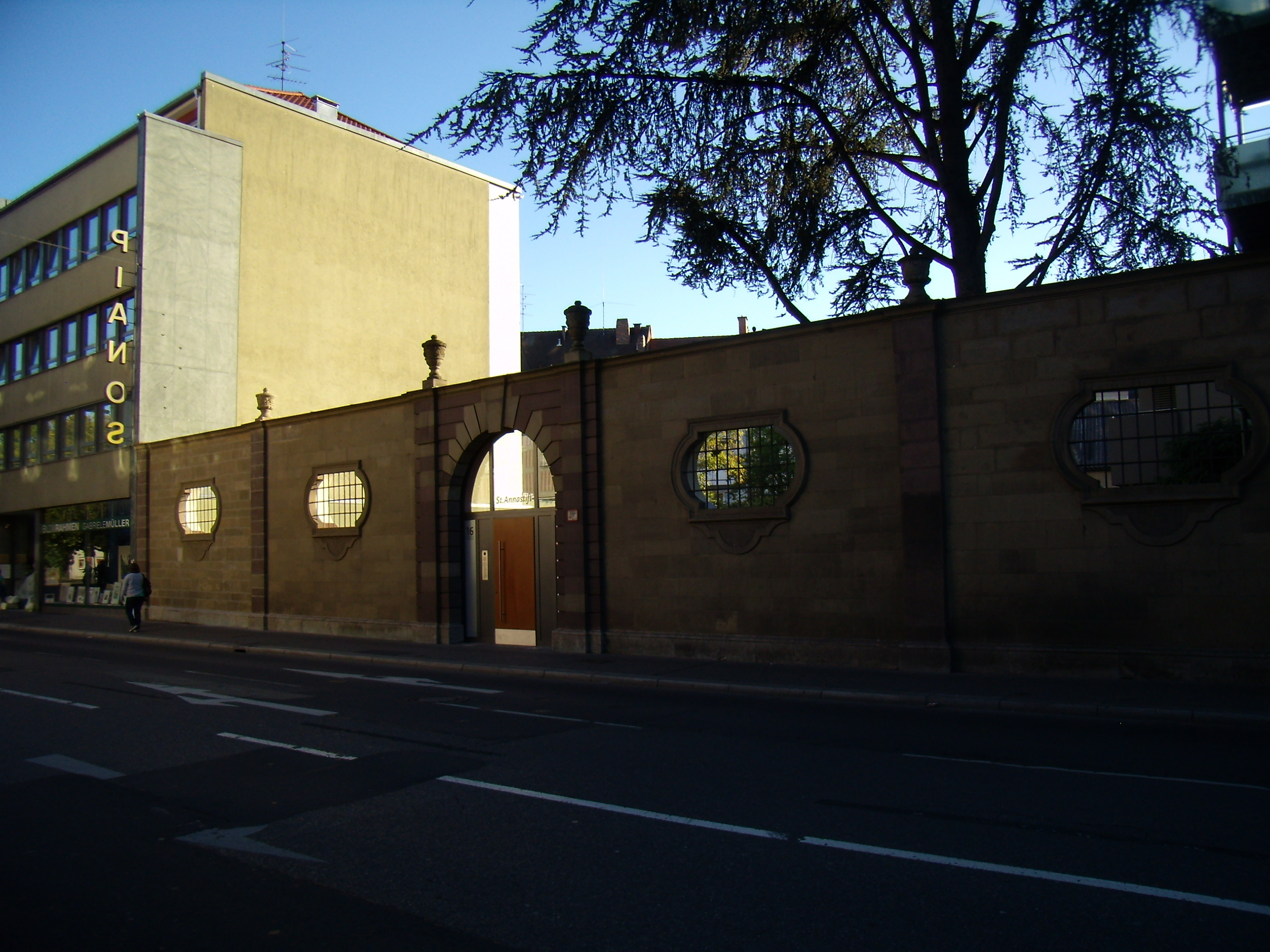
Wiederhergestellte Mauer des Stiftgebäudes

Die Gebäude des Stifts befanden sich ursprünglich in der Domerpfarrgasse 12. Das neue Stiftsgebäude im Graben, in der heutigen Theaterstraße 16, wurde in den 1750er Jahren von Balthasar Neumann errichtet.

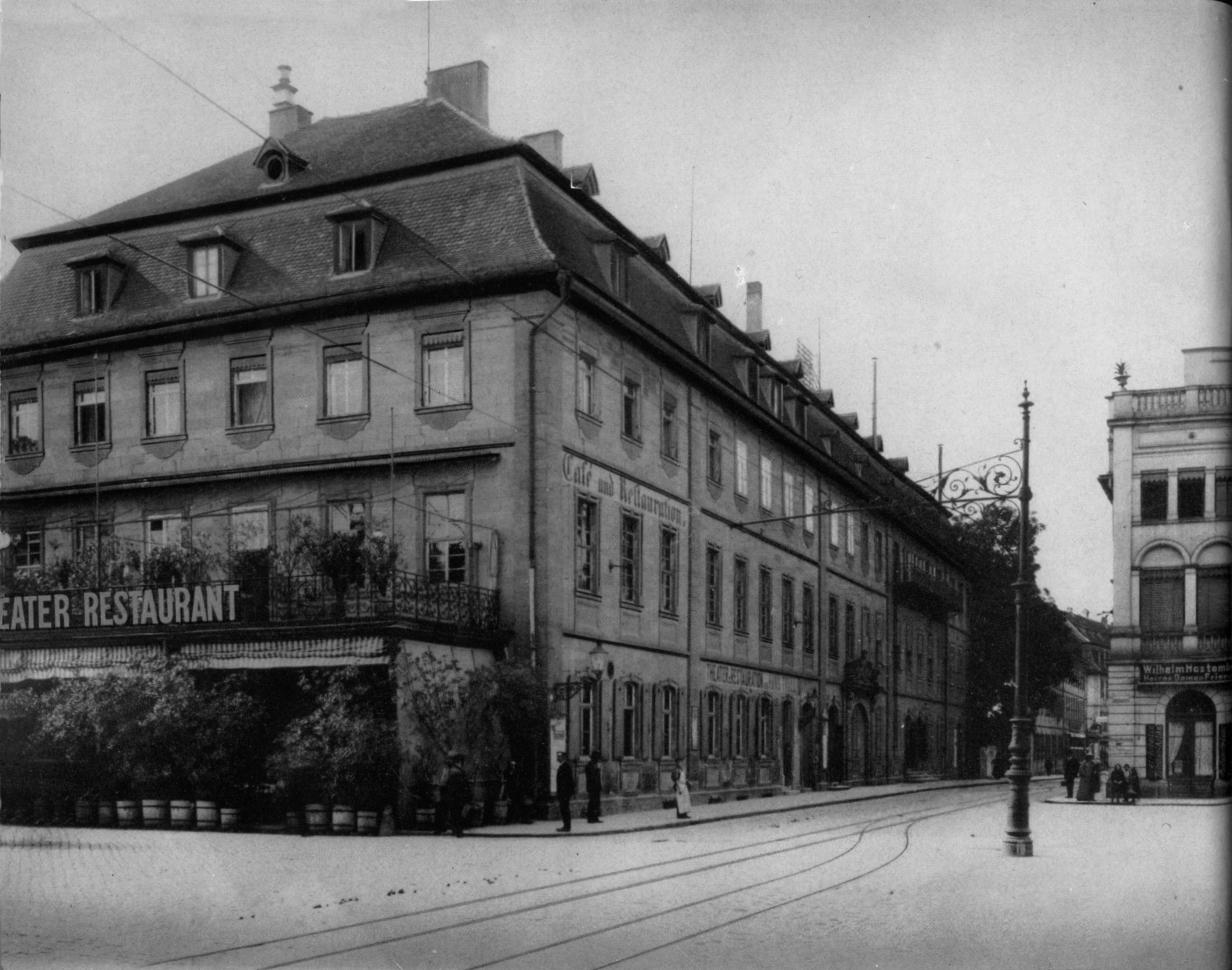
Ehemaliges Stiftsgebäude um 1905

1803 wurde die Kirche profaniert und an Julius von Soden verkauft, der hier das Churfürstlich priviligierte fränkische Nationalbühne, das spätere Stadttheater Würzburg, einrichtete. Das Stadttheater am Alten Bahnhof wurde wie auch die alten Stiftsgebäude am 16. März 1945 zerstört.
Das Stiftsgebäude ging am 12. Juli 1803 an den Münchner St.-Anna-Orden und wurde für die Versorgung von zwölf Kanonissen bestimmt. Nach mehreren Besitzerwechseln ging es an die Erlöserschwestern. Seit 2008 beherbergt es ein Seniorenwohnheim der Caritas.